# Afroneta longipalpis
Afroneta longipalpis is een spinnensoort in de taxonomische indeling van de hangmatspinnen (Linyphiidae).
Het dier behoort tot het geslacht Afroneta. De wetenschappelijke naam van de soort werd voor het eerst geldig gepubliceerd in 2008 door Ledoux & Attié. De soort is endemisch in Réunion en leeft in regenwouden boven de 800 m.